# Historia seksualności
Historia seksualności (fr. Histoire de la sexualité) – praca francuskiego filozofa i historyka Michela Foucaulta, wydana w 1976 roku. Autor podważa w niej hipotezę represji, mówiącą o tym, że od XVII wieku przejawy seksualności są tłumione, cenzurowane oraz przemilczane. 

## Tematyka
W XX wieku zaczęto jawnie mówić o seksie, przy czym za tę transgresję tabu wywodzącego się z epoki wiktoriańskiej odpowiada choćby psychoanaliza, odsłaniająca prawdę o człowieku jako podmiocie seksualności. Foucault analizuje źródła historyczne i warunki, w których ta prawda funkcjonuje, m.in. instytucje i praktyki, które tworzą prawdę o seksie. Nie dostrzega tutaj żadnej represji, widzi natomiast dyskursy, które przykładowo w medycynie i sądownictwie mówiły o seksie i jego aspektach, takich jakich seksualność dzieci, perwersje seksualne, społeczny status prokreacji itp. Efektem praktyk dyskursywnych było postrzeganie seksu jako zagrożenia i źródła patologii. W ten sposób władza dosięgnęła ciała – seksualność, seks domagają się odgórnego nadzoru i opieki np. psychiatry czy pedagoga, co prowadzi do kontroli tej sfery zachowań ludzkich. 
Foucault zastrzega jednak, że władza działa nie tylko negatywnie zakazując, cenzurując oraz wytyczając granice legalności, ma też swój pozytywny wkład. Według jego koncepcji bowiem władza za pomocą sumy lokalnych stosunków jest twórcza w tej dziedzinie. 
Foucault dostrzega w tej formie zainteresowanie seksualnością efekt uboczny – władzę nad życiem, tzw. biowładzę, poprzez:
- kontrolowanie ciał jednostek za pomocą kultu kultury i potencji
- zarządzanie liczebnością populacji ludzkiej, za pomocą projektów demograficznych i polityki prozdrowotnej.

Według niego człowiek nowoczesny jest zwierzęciem w polityce. 
Foucault przez całe swoje wielotomowe dzieło doszukuje się prawdy o człowieku jako podmiocie pragnień w historycznych źródłach. Nie znajduje żadnej oczywistości, żadnego konkretu kiedy, dlaczego i w jaki sposób zachowania seksualne stały się problemem. Analizując starożytne teksty greckie i łacińskie, pochodzące z okresu IV w. p.n.e. i przełomu I/II wieku n.e., odsłania on sposoby, w jakie problematyzowano zachowania seksualne i związane z nimi praktyki. Specyfika tego polegała na dążeniu do samorealizacji poprzez seks. Przyjemność ówczesna filozofia i medycyna widziała jako metodę przekształcenia własnego bytu, życie miało stać się dziełem. Zamiast moralnych kodeksów, wykorzystywano praktyczne porady i reguły zachowania jako środek przekazu. Zabiegi związane z higieną, małżeństwem, homoseksualizmem, mądrością ostatecznie miały ukształtować podmiot moralny w taki sposób, by panował nad sobą i potrafił korzystać z przyjemności. 
Foucault przedstawia też ramy projektu nowej historii moralności, która nie stanowi dzieła prawa i określonych przez nie norm społecznych zachowań, tylko formy stosunku do siebie i praktyki uprzedmiotowienia.